# Les Loges (Seine-Maritime)
Les Loges település Franciaországban, Seine-Maritime megyében. Lakosainak száma 1115 fő (2022. január 1.). Les Loges Bénouville, Bordeaux-Saint-Clair, Cuverville, Fongueusemare, Froberville, Gerville, Saint-Léonard és Vattetot-sur-Mer községekkel határos.

## Népesség
A település népességének változása:
| Lakosok száma | 1179 | 1198 | 1211 | 1157 | 1132 | 1106 | 1095 | 1119 | 1115 |
|               | 2013 | 2015 | 2016 | 2017 | 2018 | 2019 | 2020 | 2021 | 2022 |